# Les Roses sanglantes
Les Roses sanglantes est un tableau de Salvador Dalí (1904-1989) qu'il a peint en 1930, après une opération chirurgicale qu'a subie sa femme Gala.  Il est conservé à La Corogne dans la collection Abanca.

## Description
Le tableau peint à l'huile sur toile, d'une dimension de 61 × 50 cm, représente une femme nue adossée à une colonne, le visage levé vers un ciel allant d'un jaune à un bleu foncé vers le haut.
Un bouquet de fleurs rouges sanguinolentes s'affiche sur son ventre émergeant de son sexe. Une ombre humaine apparaît en partie sur le côté droit de la composition sur une paroi brune.
Le côté gauche fait apparaître un paysage lointain avec des rochers sur un sol bleu au-delà d'une bordure architecturale en forme de terrasse vue du dessus. 